# Неупокоев, Леонид Константинович
Леони́д Константи́нович Неупоко́ев (1875, Санкт-Петербург — 27 июня 1905, Одесская губерния) — лейтенант Российского императорского флота, старший артиллерийский офицер броненосца «Князь Потёмкин-Таврический». Был застрелен восставшими матросами во время восстания на броненосце.

## Биография
Из дворян, православный. Был женат. По окончании в 1894 году Морского кадетского корпуса по 1898 год служил в 29-м флотском экипаже и Учебно-артиллерийском отряде Черноморского флота. Прохождение службы начал на пароходе «Колхида». Затем — вахтенный помощник на броненосце «Три святителя», артиллерийским офицером на канонерских лодках «Черноморец» и «Донец» и на броненосцах «Георгий Победоносец» и «Синоп». С 1902 года проходил службу на броненосце «Князь Потёмкин-Таврический».
14 (27) июня 1905 года, после начала восстания, пытался образумить матросов и помешать захватить им оружие, но был выгнан восставшими с батарейной палубы ударами прикладов. Убегая, кричал в адрес восставших: «Всех под суд, всех!» Был убит выстрелом из винтовки, произведённым артиллерийским квартирмейстером Г. Н. Вакуленчуком, став первой жертвой восстания. Труп Л. К. Неупокоева был выброшен восставшими за борт. 22 июня (5 июля) 1905 года труп был обнаружен рыбаками в Тендровском заливе.
Л. К. Неупокоев был похоронен в Севастополе 28 июня (11 июля) 1905 года. По другим данным, похоронен на Шуваловском кладбище Санкт-Петербурга.

## Семья
- Отец — Неупокоев, Константин Михайлович — морской офицер, гидрограф, занимался съёмкой Балтийского моря, где в Рижском заливе его имя носят пять банок — Северная , Средняя, Южная и две на плёсе Порккаланселькя[3]. Генерал-майор Корпуса флотских штурманов, возглавлял гидрографическое управление. Имел 12 детей, из пяти его сыновей — четверо стали морскими офицерами.
- Брат — Неупокоев, Владимир Константинович (1873−1912) — морской офицер, гидрограф, полярный исследователь, организатор морского образования на Дальнем Востоке, начальник Владивостокского Александровского мореходного училища дальнего плавания, инициатор создания во Владивостоке Морского общества и Морской библиотеки, председатель Владивостокского общества эсперантистов «Эсперо», капитан 2 ранга.
- Брат — Неупокоев, Константин Константинович (1884—1924), мореплаватель, гидрограф, исследователь Восточной Арктики. Один из инициаторов возрождения Гидрографической экспедиции, в 1918 году — начальник её Обь-Енисейского отряда. В 1922 году возглавлял поход гидрографического судна «Метель» из Петрограда вокруг Скандинавии, по Карскому морю к Енисею. Его именем были названы гидрографической судно, остров Неупокоева и коса в Гыданском заливе, мыс и лагуна на юге-западе о. Большевик, залив на восточном побережье северного острова Новой Земли, бухта на о. Преображения в море Лаптевых.
- Брат — Неупокоев, Дмитрий Константинович — морской офицер, в 1908 году служил минным офицером в составе русской эскадры, оказывавшей помощь пострадавшим от Мессинского землетрясения, был награждён итальянской серебряной медалью. За боевые заслуги во время Первой мировой войны награждён орденами Святой Анны 3 и 4 степени, и орденом Святого Владимира 4 степени. В 1934 был арестован по оговору, был оправдан[4].